# Sitio histórico marítimo de Pointe-au-Père
El sitio histórico marítimo de Pointe-au-Père es un museo marítimo situado en Rimouski, Quebec, Canadá, que muestra 200 años de historia marítima, e incluye el único submarino abierto al público en Canadá, el HMCS Onondaga (S73).
El museo está afiliado al Museo virtual de Canadá.

## Colección
En 2008, el submarino de la Fuerzas Canadienses HMCS Onondaga (S73) fue remolcado desde Halifax hasta el museo, donde se ha convertido en una exposición. La exposición también explica la forma de vida de los tripulantes de submarinos, e incluye un recorrido.
El "Empress of Ireland Pavilion" muestra varios artefactos de los restos del transatlántico RMS Empress of Ireland, que fue hundido en alta mar en 1914.
La estación de Pointe-au-Père ayuda a la navegación, incluye visitas guiadas al faro de Pointe-au-Père, la casa del cuidador, la casa de alarma niebla, y otros edificios de la estación del faro.